# Süßungsmittel
Süßungsmittel sind sowohl die Süßstoffe als auch die Zuckeraustauschstoffe. In der Europäischen Union sind sie als Lebensmittelzusatzstoff zugelassen. Dabei handelt es sich um natürliche oder synthetische Zuckerersatzstoffe (Zusatzstoffe), die einen intensiven süßlichen Geschmack besitzen.

## Eigenschaften
Die Süßkraft von Süßstoffen übersteigt die von Zucker (Saccharose) erheblich. So ist beispielsweise die Süßkraft von Aspartam (E 951) 200 mal so hoch wie die von Saccharose. Süßstoffe haben keinen oder einen sehr geringen physiologischen Brennwert.
Die Süßkraft von Zuckeraustauschstoffen ist der von Saccharose ähnlich. Der physiologische Brennwert übersteigt zwar den der Süßstoffe, aber nicht den des Zuckers.

## Verwendung
In der Europäischen Union sind folgende Süßungsmittel zugelassen:

### Süßstoffe
- E 950 Acesulfam
- E 951 Aspartam
- E 952 Cyclamat
- E 954 Saccharin
- E 955 Sucralose
- E 957 Thaumatin

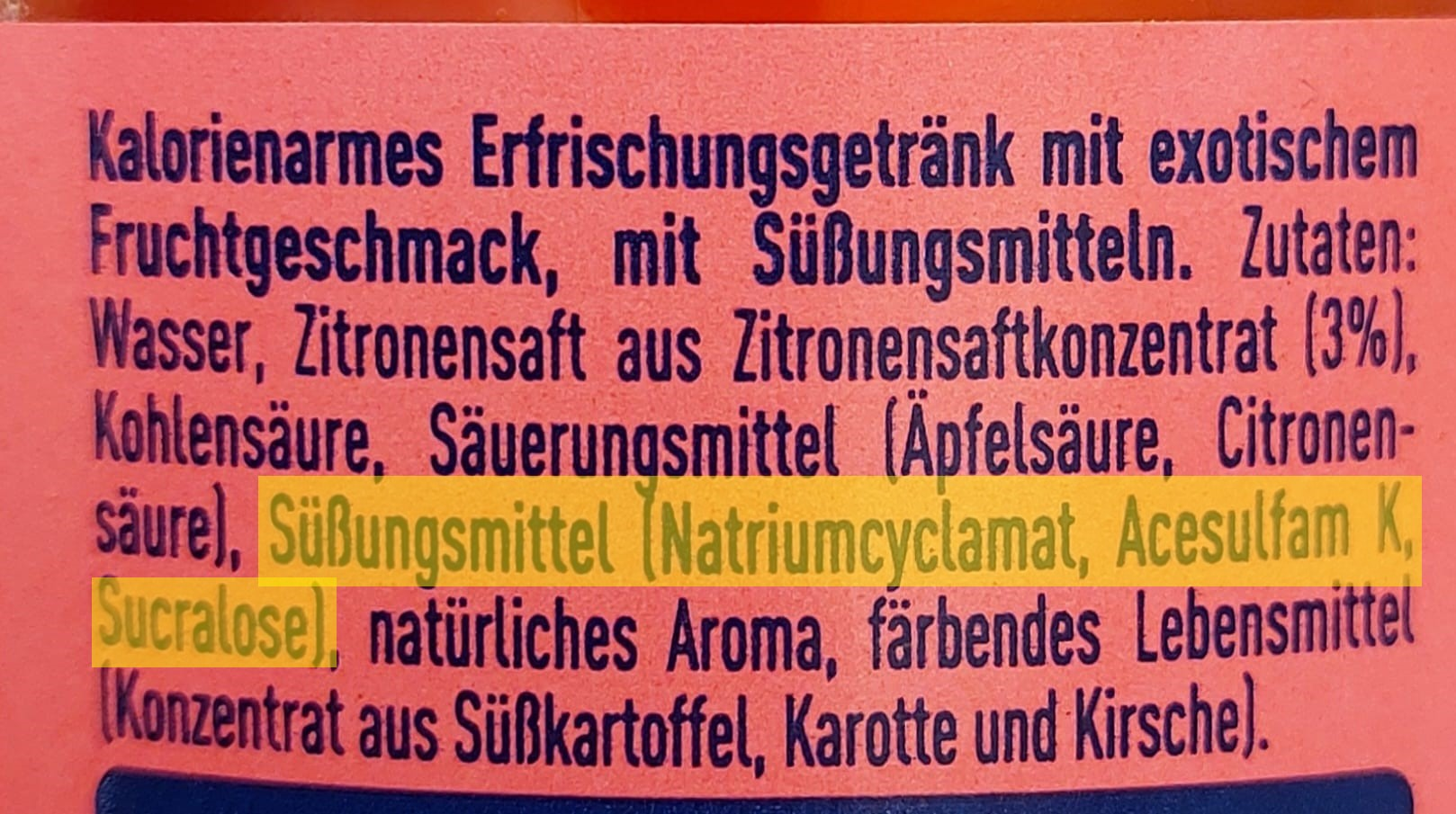
Allgemeine Inhaltsstoffangabe von Süßungsmitteln

- E 959 Neohesperidin-Dihydrochalkon
- E 960 Steviosid
- E 961 Neotam
- E 962 Aspartam-Acesulfam-Salz
- E 969 Advantam

### Zuckeraustauschstoffe
- E 420 Sorbitol
- E 421 Mannitol
- E 953 Isomalt
- E 965 Maltitol
- E 966 Lactitol
- E 967 Xylitol
- E 968 Erythritol

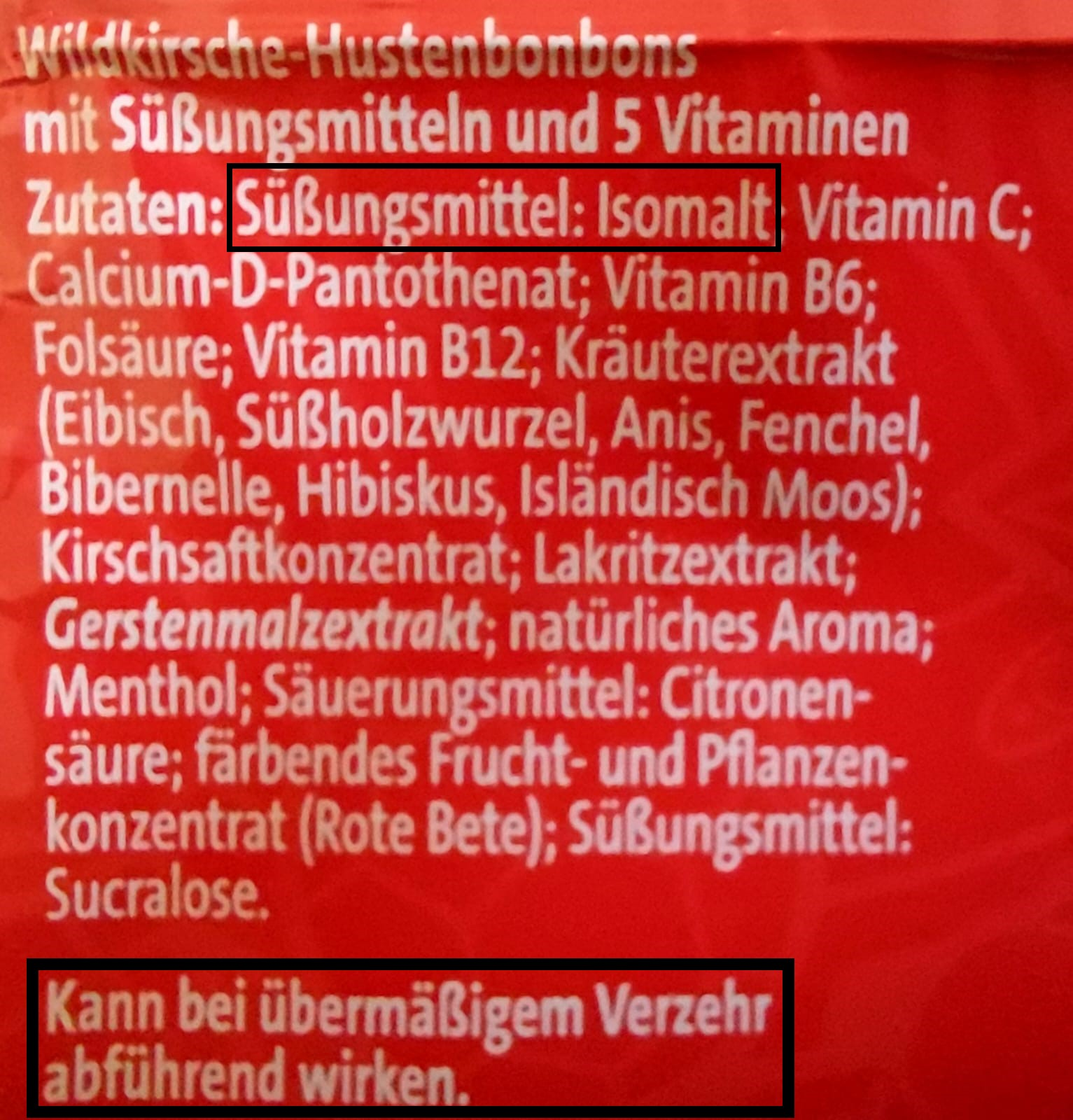
Allgemeine Inhaltsstoffangabe von Süßungsmitteln mit Warnhinweis

Süßstoffe werden hauptsächlich in der Diabetikerernährung eingesetzt. Da sie keine Glukose enthalten, schaffen sie bei Süßspeisen und Getränken eine Alternative für Diabetiker. Sie werden außerdem in gewichtsreduzierender Kost und Lightprodukten eingesetzt. Dafür werden häufig verschiedene Süßstoffe und Zuckeraustauschstoffe miteinander vermischt.

## Rechtliche Situation
Die Zusatzstoff-Zulassungsverordnung teilt in Deutschland zugelassene natürliche und synthetische Zusatzstoffe in Zuckeraustauschstoffe und Süßstoffe ein.
Für Süßungsmittel besteht eine spezielle Kennzeichnungsvorschrift, die besagt, dass die Verwendung dieser deklariert werden muss. Beträgt der Anteil der Zuckeraustauschstoffe über 10 % so muss zusätzlich der Warnhinweis „Kann bei übermäßigem Verzehr abführend wirken“ auftauchen. Die Verwendung von Aspartam und Aspartam-Acesulfam-Salz muss mit den Warnhinweis „Mit Phenylalanin oder enthält eine Phenylalaninquelle“ gekennzeichnet sein, um Menschen mit Phenylketonurie zu schützen.

## Gesundheitliche Risiken
Sowohl Zuckeraustauschstoffe als auch Süßstoffe sind in der Regel nicht kariesfördernd. Süßstoffe stehen immer wieder in der Diskussion darüber, das Risiko an Krebs zu erkranken oder daran zu sterben, zu erhöhen. Dies konnte allerdings bislang nicht durch Studien belegt werden.